# Eparquía de Santa María, Reina de la Paz
La eparquía de Santa María, Reina de la Paz (en latín: Eparchia Sanctae Mariae Reginae Pacis in Foederatis Civitatibus Americae Septentrionalis et in Canada Syro Malankarensium y en inglés: Syro-Malankara Catholic Eparchy of the United States of America and Canada) es una circunscripción eclesiástica siro-malankara de la Iglesia católica en Estados Unidos y Canadá, inmediatamente sujeta a la Santa Sede. La eparquía tiene al obispo Philipose Stephanos Thottathil como su ordinario desde el 5 de agosto de 2017.

## Territorio y organización
La eparquía extiende su jurisdicción sobre los fieles siro-malankara residentes en todo el territorio de Estados Unidos y en el de Canadá. Ellos están presentes principalmente en los siguientes estados: Illinois, Texas, Míchigan, Florida, Nueva York, Distrito de Columbia y en la provincia de Ontario en Canadá.
La sede de la eparquía se encuentra en la ciudad de Elmont en la comuna de Hempstead, en donde se halla la Catedral de San Vicente de Paúl.
En 2020 en la eparquía existían 19 parroquias y misiones:
En Estados Unidos
- St. Mary's Syro-Malankara Catholic Church en Evanston, un suburbio de Chicago, Illinois. Establecida como misión en 1983
- St. Mary's Syro-Malankara Catholic Church en Mesquite, un suburbio de Dallas, Texas. Establecida como misión en 1991
- St. Joseph's Syro-Malankara Catholic Church en Center Line, un suburbio de Detroit, Míchigan. Establecida como misión en 2000
- St. Vincent de Paul Syro-Malankara Catholic Cathedral Parish en Elmont, un suburbio de Nueva York, estado de Nueva York
- St. Peter's Syro-Malankara Catholic Church en Stafford, un suburbio de Houston, Texas. Fue establecida como misión en 1985
- St. Thomas Syro-Malankara Catholic Parish en Elizabeth, Nueva Jersey, un suburbio de Nueva York. Fue establecida el 24 de septiembre de 1995.
- St. Jude Syro-Malankara Catholic Church en Filadelfia, Pensilvania. Fue establecida como misión en 1985
- St. Peter's Syro-Malankara Catholic Church en Blauvelt, Rockland, un suburbio de Nueva York en el estado de Nueva York. Fue establecida como misión en 2002
- St. Mary's Syro-Malankara Catholic Church en Forestville, Maryland, un suburbio de Washington D. C.
- St. Mary's Syro-Malankara Catholic Church en Yonkers, estado de Nueva York
- Boston Syro-Malankara Mission en la St. Brigid's Catholic Church de Lexington, un suburbio de Boston. Fue establecida en 2014.
- St. Mary's Syro-Malankara Catholic Mission en Fort Lauderdale, Florida
- Syro-Malankara Catholic Mission en la St. Patrick’s Catholic Church de North Hollywood, un suburbio de Los Ángeles, California. Fue establecida en 2012
- St. Jude Syro-Malankara Catholic Mission en la St. Mary of the Immaculate Conception Parish de Los Gatos, un suburbio de San José en California

En Canadá
- Edmonton Syro-Malankara Catholic Church en la St. John the Evangelist Catholic Parish de Edmonton, Alberta. Establecida como misión en 2010
- St. Mary's Syro-Malankara Catholic Church en la St. Nobert's Parish de Toronto
- St. Jude Malankara Catholic Mission en la St. Joseph's Parish de Calgary, Alberta. Establecida en septiembre de 2015.[3]

Operan en el territorio dos congregaciones religiosas femeninas presentes en los estados de Nueva York, Illinois, Pensilvania, California y Míchigan. Está proyectada la apertura de nuevos conventos en Houston, Dallas, Filadelfia y Washington.

## Historia
Misiones siro-malankaras fueron creadas en Nueva York en 1981, Filadelfia en 1982 y Chicago en 1983. La Syro-Malankara Catholic Mission of North America fue inaugurada el 25 de agosto de 1984 Nueva York con la asistencia del primado de la Iglesia católica siro-malankara. Baselios Cleemis y Joseph Thomas Konnath, obispos auxiliares de la archieparquía mayor de Trivandrum, fueron los visitadores apostólicos en América del Norte y Europa desde el 18 de junio de 2001 hasta el 11 de septiembre de 2003 y desde el 5 de enero de 2005 hasta el 25 de enero de 2010, respectivamente.
El exarcado apostólico fue erigido el 15 de julio de 2010 mediante la bula Sollicitudinem gerentes del papa Benedicto XVI, siendo la primera circunscripción eclesiástica de la Iglesia católica siro-malankara fuera de la India.
Inicialmente el exarcado tenía jurisdicción solo sobre los fieles siro-malankaras en los Estados Unidos. El exarca Thomas Naickamparampil era a la vez visitador apostólico para los fieles residentes en Canadá y en Europa.
El 22 de diciembre de 2015 mediante la bula Ad aptius consulendum, el exarcado apostólico fue elevado por el papa Francisco al rango de eparquía con el nombre actual y con jurisdicción también sobre los fieles siro-malankaras de Canadá. El 5 de agosto de 2017 el eparca dejó de ser visitador apostólico en Europa.

## Estadísticas
De acuerdo al Anuario Pontificio 2021 la eparquía tenía a fines de 2020 un total de 11 070 fieles bautizados.
| Año                                                                             | Población            | Población | Población      | Sacerdotes | Sacerdotes    | Sacerdotes    | Bautizados por sacerdote | Diáconos permanentes | Religiosos | Religiosos | Parroquias |
| Año                                                                             | Bautizados católicos | Total     | % de católicos | Total      | Clero secular | Clero regular | Bautizados por sacerdote | Diáconos permanentes | Varones    | Mujeres    | Parroquias |
| ------------------------------------------------------------------------------- | -------------------- | --------- | -------------- | ---------- | ------------- | ------------- | ------------------------ | -------------------- | ---------- | ---------- | ---------- |
| 2010                                                                            | 6000                 | ?         | ?              | 15         | 15            |               | 400                      |                      |            | 35         | ?          |
| 2010                                                                            | 10 000               | ?         | ?              | 15         | 15            |               | 666                      |                      |            | 35         | 16         |
| 2013                                                                            | 10 000               | ?         | ?              | 15         | 14            | 1             | 666                      |                      | 1          | 28         | 13         |
| 2016                                                                            | 11 500               | ?         | ?              | 19         | 18            | 1             | 605                      |                      | 1          | 34         | 16         |
| 2017                                                                            | 11 600               | ?         | ?              | 20         | 20            |               | 580                      |                      | 2          |            | 16         |
| 2020                                                                            | 11 070               | ?         | ?              | 18         | 18            |               | 615                      |                      |            | 32         | 19         |
| Fuente: Catholic-Hierarchy, que a su vez toma los datos del Anuario Pontificio. |                      |           |                |            |               |               |                          |                      |            |            |            |

## Episcopologio
- Thomas Naickamparampil (15 de julio de 2010-5 de agosto de 2017 nombrado eparca de Parassala)
- Philipose Stephanos Thottathil, desde el 5 de agosto de 2017